# ティト・オケロ
ティトー・ルトワ・オケロ (Tito Lutwa Okello, 1914年 - 1996年6月3日)は、ウガンダの事実上の国家元首、軍人。1979年のイディ・アミンに対するウガンダ・タンザニア戦争時にタンザニア軍と同盟したウガンダ亡命軍の司令官の一人であり、1980年から1985年のウガンダ国軍の司令官であった。前大統領。
1985年7月バジリオ・オララ＝オケロと共に第二次ミルトン・オボテ政権を倒し、相次いで軍事評議会議長となった。半年でヨウェリ・ムセベニの指揮する国民抵抗軍に敗れて南部スーダンへ逃亡した。
1993年にムセベニから恩赦を受け帰国、1996年に亡くなった。息子のヘンリー・オリエム・オケロはムセベニ政権の閣僚（2008年現在は外相）である。2002年には高齢の弟が神の抵抗軍 (LRA)
に誘拐された。

## 脚註
1. 1 2  "Gen. Tito Okello, Ex-Ugandan Leader, 82", The New York Times/AP, June 10, 1996.
2. ↑  "Uganda rebels grab ex-president's brother", BBC, July 24, 2002.

| 先代 バジリオ・オララ＝オケロ | ウガンダの大統領 1985年7月29日 - 1986年1月26日 | 次代 ヨウェリ・ムセベニ |